# Саввино (Забайкальский край)
Са́ввино — село в Шилкинском районе Забайкальского края, в Дальневосточном федеральном округе России, входит в состав сельского поселения «Галкинское».

## Название
Законом Забайкальского края о территориях городских и сельских поселений закреплён вариант названия Саввино. Под ним населённый пункт значится также в Общероссийском классификаторе административно-территориальных образований. В то же время, в уставе сельского поселения «Галкинское» село названо Савино, причём этот вариант был, по-видимому, наиболее употребительным ранее (см. название населённого пункта на старых топокартах).

## География
Село расположено в узкой долине реки Ингода, на северном её берегу. На север и северо-запад от Саввино уходит падь Алексеева, по дну которой протекает речка Алексеевка, в черте села впадая в Ингоду. Несколько выше села Алексеевка принимает левый приток — реку Саборчина. Истоки обеих рек на севере расположены на южных склонах Талачинского хребта (севернее Саввино находится крупная вершина — гора Партизанская, 1022 м). В районе села есть ещё целый ряд рек, стекающих с хребта и впадающих в Ингоду: восточнее Саввино находятся устья рек Савинский Тымыкен, Галкинский Тымыкен и, в черте села Галкино — Уляр. Западнее в Ингоду впадает крупный приток Талача, берущий начало ещё на Даурском хребте. Относительно высокие отроги Талачинского хребта сжимают узкие речные долины и ограничивают с севера долину Ингоды. Над руслом реки возвышаются горы Василиска (843 м; юго-западнее Саввино), Увал и Гондюриха (684 и 732 м соответственно; северо-восточнее Саввино).
На южном берегу Ингоды также расположены устья множества небольших речек, стекающих с Могойтуйского (Могойтуевского) хребта: с запада на восток — Илигир, Молотова, Шадрина (протекает по дну пади Шадрина), Хара-Шэбэр (падь Хара-Шивыр). В южном направлении от Саввино находится значительная вершина Могойтуйского хребта гора Тэксэке (1005 м).
Склоны гор к северу от Саввино слабо покрыты лесом, сплошные лесные массивы начинаются лишь на вершинах главной цепи Талачинского хребта (берёза, лиственница, сосна). Напротив, южный берег Ингоды густо порос лесом (также берёза и лиственница).
Через Саввино проходит главный путь Транссибирской магистрали — в селе расположена платформа Савинская. Юго-западнее и западнее находятся также платформы 6353 км и 6358 км, восточнее, в селе Галкино — 6368 км. Поезда дальнего следования останавливаются лишь на станции Зубарево (восточнее Галкино, в селе Зубарево), однако по остановочным пунктам Савинская, 6353 км и 6368 км осуществляется пригородное сообщение (электричка Шилка-Пассажирская—Карымская). Через село также проходит автодорога Большая Тура—Карымское—Урульга—Солнцево, соединяющая трассы А350 Чита—Забайкальск и Р426 Могойтуй—Сретенск севернее Могойтуйского хребта.
Ближайшие населённые пункты: на востоке — центр сельского поселения село Галкино (6 км), на западе — село Урульга (18 км). Также ранее на противоположном берегу Ингоды в районе Саввино существовал населённый пункт Калиновка, сообщавшийся с Галкино при помощи парома. На текущий момент в числе населённых мест Шилкинского района он отсутствует.

### Климат
Климат — резко континентальный, умеренно-холодный, с тёплым летом и достаточно холодной зимой, почти все осадки выпадают летом, зима сухая (Dwb, согласно классификации климатов Кёппена).

## История
Село известно с 1865 года как казачья деревня Савино. В те годы в населённом пункте было 46 дворов, проживало 252 человека, имелись почтовая станция, сельская школа, полуэтажное помещение, экономический магазин.
В 1899—1900 годах, в период строительства Транссиба, в селе был основан железнодорожный разъезд Савинский. К 1912 году в Савино числилось 112 железнодорожных рабочих и служащих. В начале XX века существовал небольшой кирпичный завод, работавший на нужды Забайкальской железной дороги.
На сегодняшний день также часть населения Саввино работает на железной дороге. В селе, по некоторым данным, имеется клуб с библиотекой.

## Население
| 2010 | 2021 |
| ---- | ---- |
| 290  | ↘250 |

По данным переписи 2002 года, в селе проживало 287 человек (141 мужчина, 146 женщин), 100 % населения составляли русские.

## Улицы
- Жалган
- Заводская
- Набережная[16]

## Инфраструктура
- Ближайшее учреждение образования расположено в соседнем селе Галкино — Галкинская средняя общеобразовательная школа[17]